# Gomphus descriptus
Gomphus descriptus är en trollsländeart som beskrevs av Banks 1896. Gomphus descriptus ingår i släktet Gomphus och familjen flodtrollsländor. Inga underarter finns listade i Catalogue of Life.

## Bildgalleri

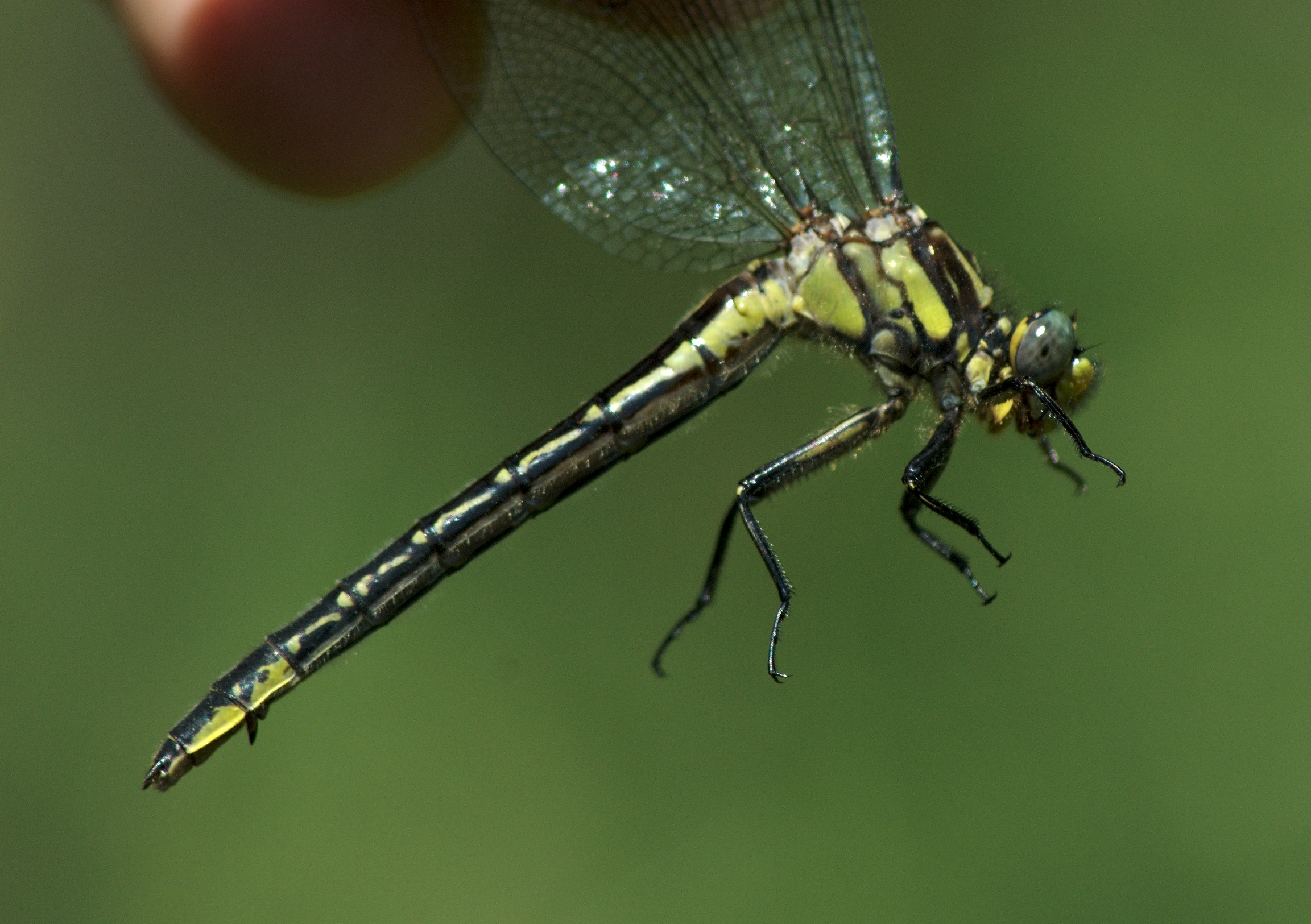
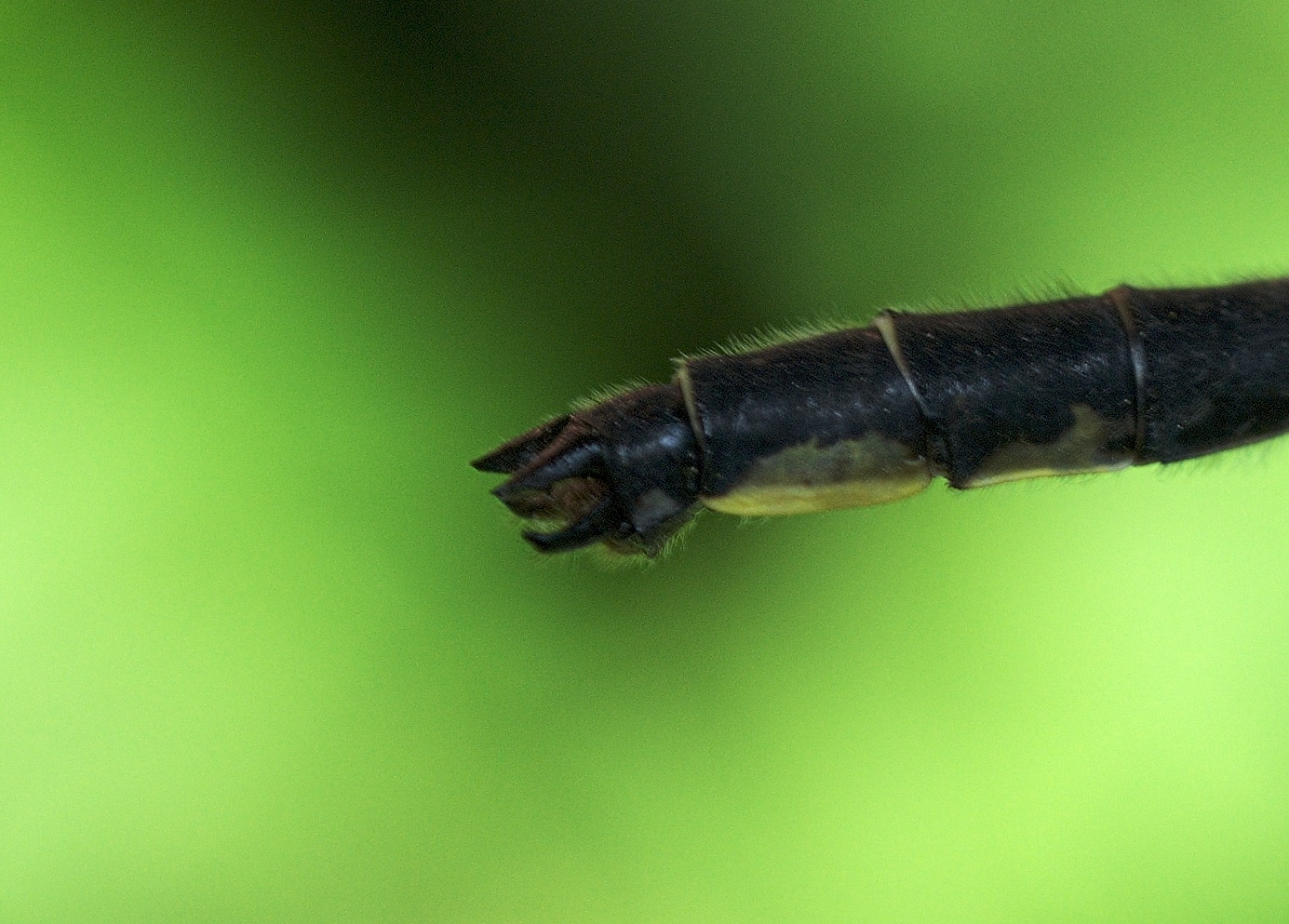